# Julia Zbijewska
Julia Zbijewska (ur. 17 maja 1873 w Wójcinie, zm. 13 lutego 1941 w Łodzi) – polska nauczycielka, założycielka biblioteki.

## Życiorys
Absolwentka gimnazjum w Piotrkowie Trybunalskim. Po maturze została w 1890 nauczycielką matematyki na pierwszej pensji w Łodzi, u pani Eugenii Szmidt. Po długich staraniach w roku 1901 otrzymała od władz zgodę na otwarcie prywatnej szkoły średniej z językiem polskim jako wykładowym. Placówka mieściła się w centrum robotniczej Łodzi (wśród domów familijnych Poznańskiego), przy ul. Długiej 10 (obecnie Gdańskiej). Z tym miejscem związane były siostry Wocalewskie, Maria i Zofia – pierwsza z nich jako nauczycielka, druga – jako uczennica. Założona przez Zbijewską szkoła działała do 1920. W kolejnych latach Julia Zbijewska pracowała jako nauczycielka innych łódzkich szkół, m.in. w Seminarium Nauczycielskim przy ul. Roosevelta 15 i Państwowej Szkole Przemysłowej przy ul. Narutowicza 77.
W 1936 założyła bezpłatną bibliotekę i czytelnię w swym domu w Łodzi, przy ul. Słonecznej 10 (na Radogoszczu). Od 1965 do lat 90. XX w. w budynku tym (na mocy testamentu Zbijewskiej z 1940) funkcjonowała Rejonowa Biblioteka Publiczna imienia Julii Zbijewskiej. Na budynku odsłonięto we wrześniu 1966 tablicę pamiątkową, z napisem: W tym domu żyła i pracowała Julia Zbijewska zasłużony pedagog, założycielka w r. 1936 pierwszej biblioteki na Radogoszczu.
Pochowana została w Łodzi na cmentarzu na Radogoszczu.

## Ordery i odznaczenia
- Złoty Krzyż Zasługi (9 listopada 1931)[6]

## Upamiętnienie
Julia Zbijewska jest patronką Miejskiej Biblioteki Publicznej Łódź-Bałuty Filia nr 18 przy ul. Wodnika 7.
Jej imieniem nazwano w 1996 ulicę na Radogoszczu w Łodzi.
Jest bohaterką wydanej przez „Tygiel Kultury” powieści M. Magdaleny Starzyckiej Manufaktura czasu (ISBN: 9788388552588, rok wydania: 2009).